# Daruvarski Vinogradi
Daruvarski Vinogradi es una localidad de Croacia en la ciudad de Daruvar, condado de Bjelovar-Bilogora.

## Geografía
Se encuentra a una altitud de 256 m s. n. m. a 132 km de la capital nacional, Zagreb.

## Demografía
En el censo 2021, el total de población de la localidad fue de 187 habitantes.
| Gráfica de población de Daruvarski Vinogradi 1857-2021 |
|                                                        |
| [1]                                                    |